# Проект убийства
«Проект убийства» (англ. A Blueprint for Murder) — нуаровый триллер режиссёра Эндрю Л. Стоуна, который вышел на экраны в 1953 году.
Фильм рассказывает о бизнесмене Уитни Кэмероне (Джозеф Коттен), который пытается разобраться в обстоятельствах таинственных смертей своего брата и племянницы, подозревая, что их отравила молодая жена брата (Джин Питерс). Когда выясняется, что следующей жертвой может стать его юный племянник, Кэмерон предпринимает неординарный ход, чтобы разоблачить преступницу.
Наряду с такими картинами, как «Странники в ночи» (1944), «Бог ей судья» (1945), «Слишком поздно для слёз» (1949), «Мёртв по прибытии» (1950) и «Яд другого человека» (1951), фильм относится к многочисленной группе фильмов нуар, в которых орудием убийства выступает яд. А наряду с фильмами нуар «Путешествие в страх» (1942), «Корабль-призрак» (1943), «Джонни Эйнджел» (1945), «Леди из Шанхая» (1947), «До края земли» (1948) и «Переломный момент» (1950), он относится к числу фильмов действие которых, в значительной степени разворачивается на борту корабля. Фильм снимался в тех же корабельных декорациях, что и фильмы «Титаник» (1953), «Джентльмены предпочитают блондинок» (1953) и «Опасный круиз» (1953).

## Сюжет
Бостонский бизнесмен Уитни «Кэм» Кэмерон (Джозеф Коттен) приезжает в Нью-Йорк, немедленно направляясь в больницу, куда с загадочным отравлением попала его юная племянница Полли. После того, как доктору Стивенсону удаётся сбить болезненные приступы у Полли и остановить её болезненные крики по поводу ног, он сообщает Линн Кэмерон (Джин Питерс), мачехе Полли и вдове недавно умершего брата Кэма, что Полли поправится. Проведя вечер у постели Полли, Кэм и Линн отправляются домой, где их встречает Даг (Фредди Риджуэй), брат Полли и племянник Кэма, которому бизнесмен очень симпатизирует. Даг замечает, что болезнь Полли по своим симптомам удивительно напоминает ту, от которой страдал перед смертью их отец. Хотя всё идёт к тому, что Полли должна выздороветь, однако ночью у неё снова неожиданно начинаются болезненные конвульсии и она умирает. Доктор Стивенсон не в состоянии указать точную причину смерти девочки. Кэм приходит за утешением к своим друзьям, адвокату их семьи Фреду Сардженту (Гэри Меррилл) и его жене, журналистке Мэгги Сарджент (Кэтрин Маклеод). За разговором Мэгги замечает, что по своим симптомам смерть Полли подозрительно напоминает отравление ядом, далее рассказывая, что большинство убийств с помощью яда остаются нераскрытыми. Она также напоминает Кэму, что его брат перед смертью также просил не прикасаться к его ногам. Смерть брата, согласно врачебному заключению, произошла от вирусной инфекции, известной как сонная болезнь, однако вскрытия не проводилось. Кэм и Фред, как и доктор Стивенсон, первоначально не могут поверить в предположение Мэгги об отравлении, однако их подозрения усиливаются, когда Кэм сообщает, что Линн первоначально отказалась от вскрытия тела Полли. Следующую неделю Кэм проводит в компании Дага и Линн. Его трогает нежное обращение Линн со своим пасынком, и он начинает испытывать к молодой и очаровательной Линн почти романтическую симпатию. Однако накануне отъезда Кэма, Фред просит его остаться, решая рассказать ему о содержании завещания брата, согласно которому Линн станет наследницей его состояния только в случае смерти обоих детей. Кроме того, по мнению Фреда, подозрения в отношении Линн усиливает и тот обстоятельство, что она хотела кремировать тело Полли, и отказалась от этого, только когда Кэм настоял на захоронении. Кэм не может поверить в то, что такая любящая, прилежная и милая женщина, как Линн, способна на убийство. Однако под давлением аргументов он направляется в суд, где добивается эксгумации тела Полли. Вскрытие показывает, что Полли умерла от отравления стрихнином, после чего детективы Хэл Коул (Джек Крачен) и Прингл (Барни Филлипс) приступают к официальному расследованию. Линн и слуги Кэмеронов, а также медсёстры в больницы с готовностью отвечают на все вопросы детективов, однако это не даёт никакой новой полезной информации и никоим образом не продвигает дело. Кэм проводит самостоятельное расследование того, как капсулы со стрихнином могли оказаться ночью у медсестры, которая дала их Полли перед смертью, выясняя, что саму бутылочку с капсулами вечером привезла Линн, купив в одной из городских аптек. Получив эту информацию, Коул и Прингл снова допрашивают Линн, однако она продолжает настаивать на своей полной невиновности. Тем не менее, Кэм всё больше склоняется к тому, что именно она виновна в отравлении его брата и племянницы. После того, когда Линн объявляет о своём намерении отправиться вместе с Дагом на два года в Европу, опасения Кэма за жизнь мальчика усиливаются ещё больше. Под давлением Кэла и Фреда, из-за опасений за жизнь Дага, Коул соглашается ходатайствовать об аресте Линн, хотя все улики против неё косвенные. Дело доходит до суда, однако присяжные признают Линн невиновной ввиду недостаточности улик, что подчёркивает в заключительном слове и судья, заявляя, что хотя он и подозревает, что Линн может быть виновна в обоих преступлениях, для её осуждения нет достаточных юридических оснований. Чтобы спасти жизнь Дагу, Кэм и Фред в отчаянии обращаются к судье по делам опеки Джеймсу Дж. Адамсу, однако тот отвечает, что поскольку Линн полностью оправдана, у него нет оснований для открытия дела о лишении её родительских прав. Тем же вечером, когда Линн сообщает Кэму, что на следующее утро отплывает с Дагом в Европу, Кэм не видит другого выхода, кроме как плыть вместе с ними, хотя и понимает, что путешествовать по Европе в течение длительного времени он не сможет. Перед отплытием он заходит в магазин, чтобы купить средство против насекомых, где видит таблетки стрихнина, используемые для борьбы с грызунами. Кэм замечает, что эти таблетки выглядят точно так же, как обычные таблетки аспирина за исключением того, что на них выдавлена буква «W».
Вскоре после отплытия лайнера Линн и Даг с удивлением видят в ресторане Кэма. Хотя Даг рад видеть дядю, Линн настораживается и допрашивает Кэма о цели его поездки. Тот объясняет, что его фирма в последний момент направила его вместо Венесуэлы в Европу, и он решил воспользоваться этой возможностью, чтобы составить компанию ей и Дагу во время морского путешествия. Чтобы снять у Линн все подозрения, Кэм делает вид, что испытывает к ней романтические чувства, в свою очередь она как будто бы готова ответить на них. К концу плавания Линн выглядит абсолютно счастливой проведённым временем, однако Кэм более остро ощущает, что ему надо что-то предпринять, чтобы спасти мальчика. Он берёт с собой купленное средство от насекомых, собираясь отравить Линн, однако не может заставить себя добавить яд в её коктейль. После романтического ужина они решают прогуляться по палубе, и Кэм отправляется в каюту Линн, чтобы принести её шубу. Заметив у неё на столе чемоданчик с туалетными принадлежностями, он находит в нём пузырёк с таблетками аспирина. Высыпав таблетки на ладонь, он видит, что на нескольких из них стоит буква «W», как и на таблетках стрихнина. Он берёт три таких таблетки, окончательно принимая решение отравить Линн. После прогулки они возвращаются в её каюту, чтобы выпить по последнему бокалу перед сном. Угощая Линн сигаретой, Кэм незаметно кладёт таблетку в её бокал. Через несколько минут после того, как они выпивают, Кэм сообщает Линн о том, что подложил ей таблетку стрихнина, а также о том, что за стеной находится приглашённый им детектив Коннелли, который готов зафиксировать её признание. По словам Кэма, если Линн сознается в течение ближайших минут, то они немедленно вызовут врача и спасут ей жизнь. Однако Линн с возмущением отвергает какие-либо намёки на то, что она кого-либо отравила или собирается отравить, заявляя, что у неё с собой нет никаких других таблеток, кроме аспирина. Когда проходят критические десять минут, после которых могут наступить необратимые изменения в её организме, Линн продолжает категорически отрицать какие-либо обвинения в свой адрес, и более того, гневно обвиняет Кэма в подлости по отношению к ней. Так как Линн не испытывает никаких мучительных конвульсий, недоумевающие Кэм и Коннелли покидают её каюту. Когда Кэм выходит на палубу, ему сообщают, что Линн находится в кабинете врача. Оказывается, что сразу после их ухода она сразу же позвонила врачу, который спас ей жизнь в последний момент. Позднее суд приговаривает Линн к пожизненному тюремному заключению, а Дага оставляют вместе с Кэмом.

## В ролях
- Джозеф Коттен — Уитни Кэмерон
- Джин Питерс — Линн Кэмерон
- Гэри Меррилл — Фред Сэрджент
- Кэтрин Маклеод — Мэгги Сэрджент
- Джек Крачен — шеф детективов Хэл Коул
- Барни Филлипс — детектив, капитан Прингл
- Фредди Риджуэй — Даг
- Марджори Стэпп — медсестра (в титрах не указана)

## Создатели фильма и исполнители главных ролей
В 1950-е годы сценарист и режиссёр Эндрю Л. Стоун запомнился созданием серии реалистичных низкобюджетных фильмов нуар, таких как «Шоссе 301» (1950), «Стальная ловушка» (1952), «Ночью правит террор» (1955), «Джулия» (1956) и «Крик ужаса» (1958). Джозеф Коттен прославился главными ролями в таких значимых триллерах 1940-х годов, как «Гражданин Кейн» (1941), «Тень сомнения» (1943), «Газовый свет» (1944) и «Третий человек» (1949). В 1950-е годы он снялся в фильме Стоуна «Стальная ловушка» (1952), а также сыграл вместе с Питерс в цветном фильме нуар «Ниагара» (1953). Джин Питерс сыграла свои значимые роли в исторической драме «Вива, Сапата!» (1952), в фильмах нуар «Происшествие на Саут-стрит» (1953), «Ниагара» (1953) и «Викки» (1953), в вестернах «Сломанное копьё» (1954) и «Апач» (1954), а также в мелодраме «Три монетки в фонтане» (1954).

## Оценка фильм критикой

### Общая оценка фильма
Вскоре после выхода фильма на экраны кинообозреватель «Нью-Йорк Таймс» Говард Томпсон оценил его критически, написав, что «сценарист-режиссёр Эндрю Стоун, который придал своей прошлогодней картине „Стальная ловушка“ такое увлекательное полудокументальное изящество, на этот раз промахивается на целую милю с детективной историей „Проект убийства“». Критик пишет далее, что «хотя, как предполагается, история основана на реальном материале, разговорные ухищрения в этой картине берут верх над элегантным маленьким актёрским составом во главе с Джозефом Коттеном и Джин Питерс». Томпсон отмечает, что «фильм предлагает несколько взрывов напряжённости и довольно соблазнительную историю о преследовании красивой специалистки по ядам, но, к сожалению для любителей загадок, мистер Слоун почти сразу же указывает на виновного».
В этом фильме, по словам современного киноведа Спенсера Селби, «мужчина сталкивается с проблемами, пытаясь доказать, что вдова его брата является умной отравительницей», а историк кино Майкл Кини называет картину «напряжённым и возбуждающим фильмом нуар с интересным, но немного эпатажным финалом». Крейг Батлер оценил картину как «умеренно увлекательный криминальный триллер», в котором «личность убийцы ясна довольно рано». Для детективной истории такого типа, по словам Батлера, помимо «попыток посеять семена сомнения» относительно личности преступника также «необходим умный сюжет и искусные приёмы, с помощью которых нагнетается напряжение». Однако «в этом плане фильм не тянет, как в плане сценария, так и в плане режиссуры. История немного заужена и суха, а способ, которым Коттон решает „поймать“ подозреваемую, кажется надуманным». При этом постановка Эндрю Л. Стоуна «слегка чрезмерно построена вокруг текста». По мнению критика, «побольше воображения и фантазии повысило бы уровень увлекательности фильма».
Деннис Шварц называет фильм «реалистической детективной историей о расследовании смерти ребёнка, предположительно отравленного стрихнином» и «хорошо сыгранным триллером с некоторыми замечательными сценами». По мнению критика, «режиссёр и сценарист Эндрю Л. Стоун держит эту лаконичную историю в напряжении, несмотря на почти полную определённость, что подозреваемая в убийстве на самом деле и является виновной». Однако Стоун не даёт зрителю окончательной ясности, «оставляя вопрос открытым вплоть до последней кульминационной сцены».

### Оценка актёрской игры
Говард Томпсон выделяет игру «Питерс в роли неясным образом овдовевшей охотницы за миллионным наследством», которая «хладнокровно наблюдает за тем, как её падчерица умирает в агонии, после чего начинает обыденно вести охоту на второго ребёнка», а также «хорошую игру» Гэри Меррилла и Кэтрин Маклеод в ролях друзей главного героя, подталкивающих его к тому, чтобы дать ход официальному расследованию. Батлер полагает, что фильм «достигает многого благодаря отличному актёрскому составу», особенно выделяя игру Коттена «с его нервным голосом и вопрошающими глазами», а также «Питерс, которая играет сладострастную, соблазнительную и подозрительную даму идеально». Кроме того, как отмечает Батлер, «поразительно, насколько хорошим оказывается Гэри Меррилл в роли второго плана. Добавьте к этому отличную поддержку со стороны Кэтрин Маклеод и Джека Крачена, и этого будет вполне достаточно для покрытия многочисленных недостатков этого фильма».